# 卡比博-小林-益川矩阵
卡比博-小林-益川矩阵（Cabibbo-Kobayashi-Maskawa，CKM或KM ）是粒子物理标准模型的一个重要组成成份，它表征了顶类型和底类型夸克间通过W粒子弱相互作用的耦合强度。对二代夸克情形，它是由意大利物理学家卡比博在1963年首先给出的，通常被称为卡比博矩阵或卡比博角。1973年日本物理学家小林诚和益川敏英把它推广到三代夸克。三代矩阵含有相位，可以用来解释弱相互作用中的电荷宇称对称性破缺（CP破坏），也被经常用来解释宇宙重子数不对称。CKM矩阵在轻子中的对应是牧-中川-坂田矩阵（或MNS）。

## 内容

### 历史
早期的粒子物理模型包涵三种夸克—上夸克、下夸克和奇异夸克。在研究强子的弱衰变中，人们发现奇异数守恒的过程要比不守恒的过程进行得快约20倍。为解释此现象，卡比博引入了一个下夸克和奇异夸克（这两种夸克有相同的量子数）之间的混合角θc。上夸克与下夸克和奇异夸克的相互作用耦合分别正比于此角的余弦（cosθc）和正弦（sinθc）。实验上sinθc约为0.23。
1973年，在一篇发表在日本期刊《理论物理学进展》上的题为“弱相互作用可重整化理论中的CP破坏”的论文中，小林诚和益川敏英把卡比博角推广到三代夸克。他们发现虽然一般的三维幺正矩阵有九个实参数，但是只有四个具有物理意义，而其它的都可以被吸收到夸克波函数的位相中而不为观测。四个物理参数中的一个是位相因子，它提供了CP破坏的微观机制，同時猜测了第三代夸克的存在，因此具有重大的物理意义。他们二人也因而与南部阳一郎分享了2008年诺贝尔物理学奖。
如今，寻找CKM矩阵参数的微观物理起源是粒子物理理论研究的重大课题之一。

### 参数化表示
CKM矩阵是一个三维幺正矩阵。
小林诚和益川敏英当初给的表示是:
{\displaystyle {\begin{bmatrix}\cos \theta _{1}&-\sin \theta _{1}\cos \theta _{3}&-\sin \theta _{1}\sin \theta _{3}\\\sin \theta _{1}\cos \theta _{2}&\cos \theta _{1}\cos \theta _{2}\cos \theta _{3}-\sin \theta _{2}\sin \theta _{3}e^{i\delta }&\cos \theta _{1}\cos \theta _{2}\sin \theta _{3}+\sin \theta _{2}\cos \theta _{3}e^{i\delta }\\\sin \theta _{1}\sin \theta _{2}&\cos \theta _{1}\sin \theta _{2}\cos \theta _{3}+\cos \theta _{2}\sin \theta _{3}e^{i\delta }&\cos \theta _{1}\sin \theta _{2}\sin \theta _{3}-\cos \theta _{2}\cos \theta _{3}e^{i\delta }\end{bmatrix}}}
在标准参数化下，它可以由三个混合角（θ12，θ13，θ23）和一个相位（δ）表示为
{\displaystyle {\begin{bmatrix}V_{ud}&V_{us}&V_{ub}\\V_{cd}&V_{cs}&V_{cb}\\V_{td}&V_{ts}&V_{tb}\end{bmatrix}}={\begin{bmatrix}c_{12}c_{13}&s_{12}c_{13}&s_{13}e^{-i\delta _{13}}\\-s_{12}c_{23}-c_{12}s_{23}s_{13}e^{i\delta _{13}}&c_{12}c_{23}-s_{12}s_{23}s_{13}e^{i\delta _{13}}&s_{23}c_{13}\\s_{12}s_{23}-c_{12}c_{23}s_{13}e^{i\delta _{13}}&-c_{12}s_{23}-s_{12}c_{23}s_{13}e^{i\delta _{13}}&c_{23}c_{13}\end{bmatrix}}.}
其中（u，c，t）和（d，s，b）分别代表三代顶类型（上、粲、顶）和底类型（下、奇异、底）夸克，c12，s12等是cosθ12，sinθ12等的简写。
目前实验给出的数据：
θ12 = 13.04±0.05°
θ13 = 0.201±0.011°
θ23 = 2.38±0.06°
δ13 = 1.20±0.08
实验上CKM矩阵参数满足s13<<s23<<s12<<1。
描写这一重要特性的一个常用参数化表示是由美国物理学家林肯·沃芬斯坦给出的。记
{\displaystyle s_{12}=\lambda ={\frac {|V_{us}|}{\sqrt {|V_{ud}|^{2}+|V_{us}|^{2}}}},\quad s_{23}=A\lambda ^{2}=\lambda \left|{\frac {V_{cb}}{V_{us}}}\right|,\,\,}
{\displaystyle s_{13}e^{i\delta }=V_{ub}^{*}=A\lambda ^{3}(\rho +i\eta )={\frac {A\lambda ^{3}({\bar {\rho }}+i{\bar {\eta }})(1-A^{2}\lambda ^{4})^{1/2}}{(1-\lambda ^{2})^{1/2}[1-A^{2}\lambda ^{4}({\bar {\rho }}+i{\bar {\eta }})]}},}
截止到λ3，CKM矩阵为
{\displaystyle {\begin{bmatrix}1-\lambda ^{2}/2&\lambda &A\lambda ^{3}(\rho -i\eta )\\-\lambda &1-\lambda ^{2}/2&A\lambda ^{2}\\A\lambda ^{3}(1-\rho -i\eta )&-A\lambda ^{2}&1\end{bmatrix}}.}

### 么正三角形
CKM矩阵也可用所谓的幺正三角形来图像表示。最常见的是正交关系
{\displaystyle V_{ud}V_{ub}^{*}+V_{cd}V_{cb}^{*}+V_{td}V_{tb}^{*}=0}
用测量最精确的项（VcdV*cb）来归一，此关系可以表示为复平面上的三角形，其三顶点坐标分别为（0，0），（1，0）
和（{\displaystyle {\bar {\rho }}}，{\displaystyle {\bar {\eta }}}），如右图所示。它的面积与位相参数表示化无关，是刻划CP破坏的不变量。文献中称之为雅尔斯廓格（Jarlskog）不变量。

### 数学推导
CKM矩阵的数学推导相当平庸。首先任意一个三维矩阵可以写成欧拉形式V=V2V1V3，其中对角块矩阵V1，V2，V3有以下形式（X代表非零元）
{\displaystyle V_{1}={\begin{bmatrix}X&X&0\\X&X&0\\0&0&X\end{bmatrix}},\quad V_{2,3}={\begin{bmatrix}X&0&0\\0&X&X\\0&X&X\end{bmatrix}}}
其次注意到任意一个二维幺正矩阵可以表为（ε，η，ρ为幺模复数，c=cosθ，s=sinθ）
{\displaystyle U={\begin{bmatrix}\epsilon c&\epsilon \eta s\\-\rho s&\rho \eta c\end{bmatrix}}}
由此
{\displaystyle {\begin{bmatrix}\epsilon ^{*}&0\\0&\rho ^{*}\end{bmatrix}}U{\begin{bmatrix}1&0\\0&\eta ^{*}\end{bmatrix}}={\begin{bmatrix}c&s\\-s&c\end{bmatrix}}}
因此可以通过一系列对角幺正矩阵作矩阵变换
{\displaystyle V\rightarrow DVD'=DV_{2}D''D''^{*}V_{1}D'''^{*}D'''V_{3}D'=V_{2}'V_{1}'V_{3}'}
使得
{\displaystyle V_{2}'={\begin{bmatrix}1&0&0\\0&c_{2}&-s_{2}\\0&s_{2}&c_{2}\end{bmatrix}},\quad V_{3}'={\begin{bmatrix}1&0&0\\0&c_{3}&s_{3}\\0&-s_{3}&c_{3}\end{bmatrix}}}
在上式中V2'仍是与V2同形的一般幺正矩阵，
但可以继续在V上左、右相乘与V2'和V3'对易的对角矩阵，即
diag（α，β，β）型矩阵（α，β幺模），使得
{\displaystyle V_{1}'={\begin{bmatrix}c_{1}&s_{1}&0\\-s_{1}&c_{1}&0\\0&0&e^{i\delta }\end{bmatrix}}}
最后将所有的对角（相位）变换矩阵吸收到夸克波函数中去，V2'，V1'，V3'相乘即得CKM矩阵。

## 参数测量
CKM矩阵元实验测定和最新数据的详细资料，可参阅粒子数据组的网页和出版物
{\displaystyle V_{CKM}={\begin{bmatrix}0.97427\pm 0.00015&0.22534\pm 0.00065&0.00351_{-0.00014}^{+0.00015}\\0.22520\pm 0.00065&0.97344\pm 0.00016&0.0412_{-0.0005}^{+0.0011}\\0.00867_{-0.00031}^{+0.00029}&0.0404_{-0.0005}^{+0.0011}&0.999146_{-0.000046}^{+0.000021}\end{bmatrix}}.}
沃尔芬斯坦参数：{\displaystyle \lambda =0.22535\pm 0.00065,A=0.817\pm 0.015,{\bar {\rho }}=0.136\pm 0.018,{\bar {\eta }}=0.348\pm 0.014}
和雅尔斯廓格不变量：{\displaystyle J=(2.96_{-0.16}^{+0.20})\times 10^{-5}}

## 獨立變量的計算
考慮有 N 代夸克 (2N 種風味)，那麼
- 一個 N × N 的么正矩陣需要 N2 個實係數來給定 (因為么正矩陣滿足 VV† = I，其中 V† 是 V 的共軛轉置，而 I 是單位矩陣) 。
- 其中 2N − 1 個係數不是物理上實際的，因為每個夸克都可以吸收一個相位 (質量本徵態和弱作用力本徵態各可吸收一個)，而全部的共同相位是不可觀測的。因此，不受相位選擇影響的自由變數總共有 N2 − (2N − 1) = (N − 1)2 個。
  - 這其中有 N(N − 1)/2 個是旋轉角度，稱為夸克的混合角。
  - 而剩下的 (N − 1)(N − 2)/2 個就是造成 CP破壞的複數相位。

當 N = 2 時，獨立變量只有一個，就是兩代夸克間的混合角。當初只有兩代夸克被發現時，這是第一種 CKM 矩陣。其角度稱為卡比博角度，由尼古拉·卡比博發明。
在標準模型中，N = 3，總共有三個混合角和一個 CP 破壞相位。

## 与重子生成的关系
CP破坏是解釋自宇宙大爆炸以來僅物質存在(即反物質消失)的沙卡洛夫三条件（热力学非平衡，重子数不守恒，C和CP对称性不守恒）之一，因此CKM矩阵在粒子宇宙学中有着重要应用。但是现在公认的结论是實驗測量到CP破壞的數量級，遠不足以解释观测到的重子不对称度，因此重子生成必须有其他的来源。

### 书籍
- 郑大培，李靈峰.  [基本粒子物理的规范理论]. 牛津大学出版社. 1989. ISBN 0-19-851956-7.
- H. Georgi.  [弱相互作用和现代粒子物理学]. Addison-Wesley. 1984. ISBN 0-8053-3163-8.

### 论文
1. ↑  N. Cabibbo. . Physical Review Letters. 1963, 10: 531–533.
2. 1 2  M. Kobayashi and T. Maskawa. . Progress in Theoretical Physics. 1973, 49: 652–657.
3. ↑  . Nobel Foundation.   [2008-10-09]. （原始内容存档于2008-10-08）.
4. ↑  闫同民. . 物理双月刊: 354–357. 2013  [2013-10-02]. （原始内容存档于2013-10-04）. 参数|journal=与模板{{cite web}}不匹配（建议改用{{cite journal}}或|website=） (帮助); |volume=被忽略 (帮助)
5. ↑  
L.L. Chau and W.-Y. Keung. . Physical Review Letters. 1984, 53: 1802.
6. ↑  L. Wolfenstein. . Physical Review Letters. 1983, 51: 1945–1947.
7. ↑  K. Nakamura;  et al.  (PDF). Journal of Physics G. 2010, 37 (75021): 150  [2012-11-05]. （原始内容存档 (PDF)于2018-07-14）.